# Althaea villosa
Althaea villosa là một loài thực vật có hoa trong họ Cẩm quỳ. Loài này được Blatt. mô tả khoa học đầu tiên năm 1930.